# وودلاون (مریلند)
وودلاون (به انگلیسی: Woodlawn) شهری در ایالت مریلند کشور ایالات متحده آمریکا است که جمعیت آن در سرشماری سال ۲۰۱۰ میلادی، ۳۷٬۸۷۹ نفر بوده‌است.